# Шилов, Виктор Викторович
Виктор Викторович Шилов (род. 27 апреля 1964 года, Гусь-Хрустальный, Россия) —российский художник-живописец и график, мастер портрета.
народный художник Российской Федерации (2004), профессор, действительный член Российской академии художеств (2006), член МОСХ и ТСХР.

## Биография
- 1983 год — Закончил Рязанское художественное училище.
- 1983 год — Поступил в МГХИ им. В. И. Сурикова (мастерская портрета И. С. Глазунова).
- В 1991 год — с отличием закончил МГХИ им. В. И. Сурикова. Дипломная работа "Сергей Есенин в «Англетере» была удостоена высшей оценки и с успехом экспонировалась на многих выставках в России и за рубежом.
- 1991 год — возглавляет кафедру живописи, рисунка и композиции Всероссийской академии живописи, ваяния и зодчества. Он зарекомендовал себя как внимательный и высококвалифицированный педагог и наставник творческой молодежи. Педагогическое мастерство и талант организатора учебного процесса позволили В. В. Шилову разработать целый ряд программ и научно-методических рекомендаций по живописи для высшей школы и воспитать замечательную плеяду молодых художников, среди которых Павел Викторович Рыженко.
- 1995 год — написан портрет с натуры Святейшего Патриарха Московского и Всея Руси Алексия II.
- 1996 год — Виктор Шилов передаёт в дар Святейшему его портрет, ныне находится в Патриаршей резиденции Свято-Данилового монастыря. Получает благословение на создание галереи Патриархов Московских и всея Руси.
- 1998 год — Заслуженный художник Российской Федерации.
- 2000 год — профессор кафедры живописи МГОУ.
- 2000 год — написана серия портретов Патриархов выполнена в двух вариантах, 15 оригинальных полотен висят в резиденции Патриарха в Переделкино, второй вариант был выполнен для частной коллекции Генерал-майора Александра Котелкина, которую он впоследствии передал в дар Святейшему Патриарху Московскому и всея Руси Кириллу в зале Высшего Церковного Совета кафедрального соборного Храма Христа Спасителя в Москве.
- Написана серия портретов «Маршалы Победы». На 11 живописных полотнах, авторских копиях картин, висящих в Центральном музее Великой Отечественной войны на Поклонной горе в Москве, изображены полководцы, имена которых ассоциируются с победой Советского Союза в войне. Это портреты Г. К. Жукова, А. М. Василевского, И. В. Сталина, И. С. Конева, К. К. Рокоссовского, Р. Я. Малиновского, Ф. И. Толбухина, Л. А. Говорова, С. К. Тимошенко, А. И. Антонова, К. А. Мерецкова. Всех их объединяет то, что они являются кавалерами ордена «Победа», который вручался всего двадцать раз, причем маршалы Жуков и Василевский, а также Сталин были удостоены награды дважды. Второй вариант серии из 11 портретов «Маршалы Победы» передан в дар Тульскому государственному музею оружия и размещены на пятом этаже нового здания, где создается зал славы.
- 2009—2013 годы — руководил росписями мраморного зала совещаний Генеральной прокуратуры РФ на Петровке 14, которая открылась в одно время с Музеем Прокуратуры на Дмитровке.

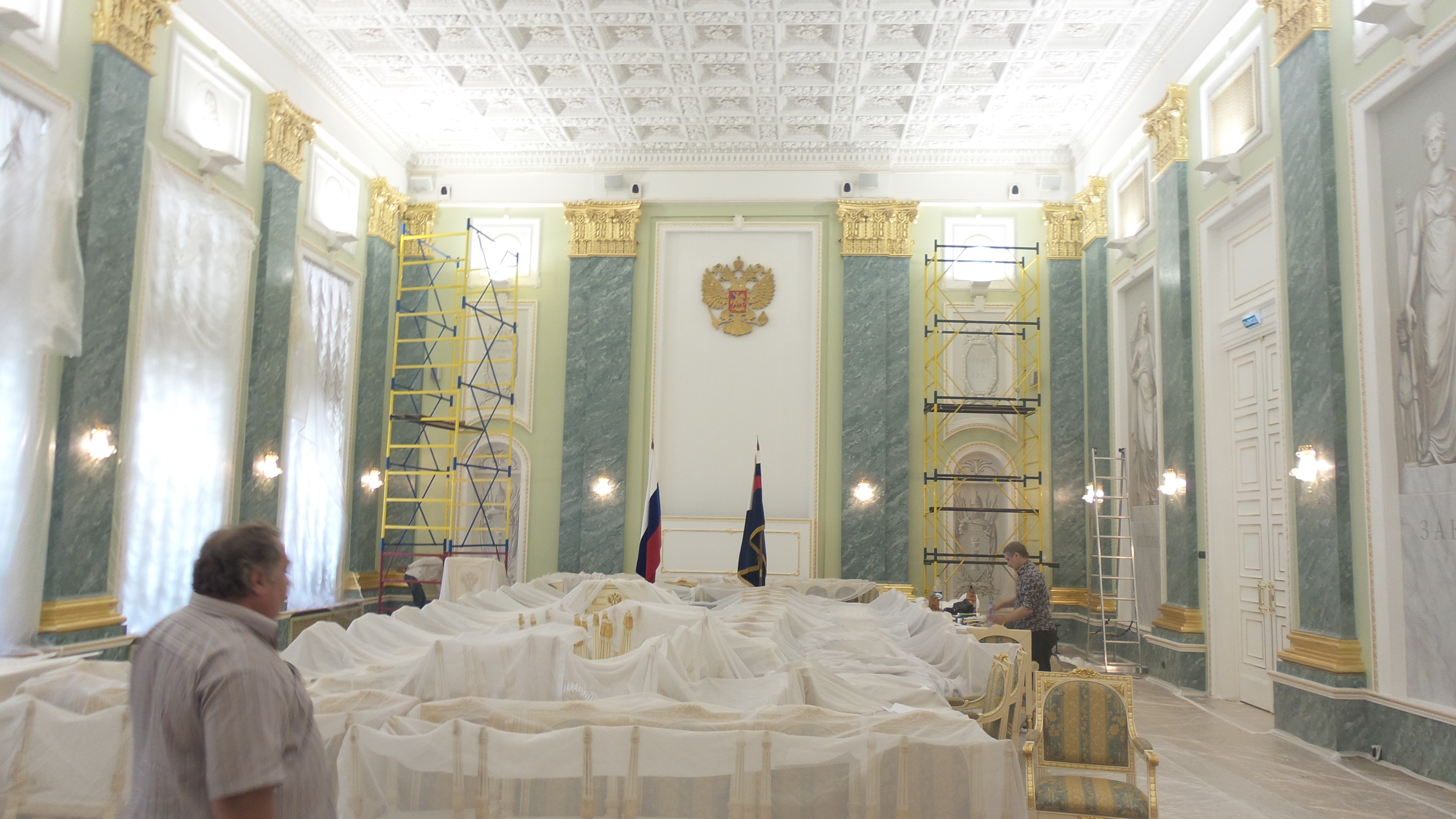

## Семья
Жена — Шилова Оксана Игоревна.
Сын — Георгий Викторович Шилов, художник.
Сын — Алексей Викторович Шилов.
Дочь — Василиса Викторовна Шилова.
Сын — Серафим Викторович Шилов.
Дочь — Елена Викторовна Шилова.
Сын — Игорь Викторович Шилов.
Дочь — Мария Викторовна Шилова.
Дочь — Любовь Викторовна Шилова.

## Награды и звания
- Медаль «В память 850-летия Москвы» (1997 год)

- Медаль и диплом Российской академии художеств «Достойному» (1998 год)

- Заслуженный художник Российской Федерации (1998 год)

- Профессор кафедры живописи МГОУ (2000 год)

- Медаль П. Н. Третьякова за вклад в развитие искусства (2001 год)

- Памятный знак в ознаменование 700-летия со дня преставления Святого Благоверного Князя Даниила Московского (2003 год)

- Народный художник Российской Федерации (2004 год)

- Медаль прокуратуры РФ «За взаимодействие» (2013 год)

- Медаль ордена «Родительская слава» (2012 год)[1]

## Отзывы
Человек тонкого мироощущения, прекрасный рисовальщик и великолепный колорист, Виктор Шилов в своем творчестве опирается на бесценный опыт великих мастеров прошлого, что позволяет ему создавать произведения высочайшего художественного уровня, являющиеся образцами портретной и исторической живописи. … Историческая живопись Шилова — категория не только эстетическая, это поистине гимн российской истории.»
Дипломант Российской академии художеств, член Творческого Союза художников России, Шилов В. В. является одним из авторитетных, признанных деятелей современной российской художественной культуры. Основная тема творчества художника — это Россия, её исторические судьбы и героическое прошлое. Мастер работает в разных жанрах станковой живописи от композиционной картины до пейзажа и натюрморта. Особое место в творчестве занимает портретный жанр, в котором мастер возрождает и развивает лучшие традиции русской школы реалистического искусства. Ему принадлежит целый ряд портретов наших современников — Президента Российской Федерации В. В. Путина, Святейшего Патриарха Московского и всея Руси Алексия II и многие другие, отличающихся глубиной психологических характеристик и яркой выразительностью художественного языка.
Блестящим мастерством, высокой гражданственностью и патриотизмом отмечена серия «Маршалы Победы» для Центрального музея Великой Отечественной войны. По заказу Президиума Российской академии художеств мастер работал над масштабным проектом — галереей портретов Президентов академии от И. И. Шувалова до З. К. Церетели. В. В. Шилов является постоянным участником всероссийских и международных выставок, его произведения представлены в коллекциях крупных художественных музеев у нас в стране и за рубежом, частных собраниях. Его работы неоднократно репродуцировались в монографических изданиях, альбомах и периодической печати, украсили собой целый ряд престижных изданий. Свою высокую творческую активность художник сочетает с большой педагогическую деятельностью.